# Norman Lewis (artista)
Norman Wilfred Lewis (23 de julio de 1909 – 27 de agosto de 1979) fue un pintor y profesor afroamericano. Estuvo asociado con el expresionismo abstracto, y utilizó estrategias representativas para centrarse en la vida urbana negra y las luchas de su comunidad.

## Carrera y vida tempranas
Norman Wilfred Lewis nació el 23 de julio de 1909 en Nueva York.  Siempre interesado en el arte, siendo un hombre joven ya poseía una gran colección de libros sobre historia del arte. Lewis estudió en la Universidad de Columbia y estudió arte con Augusta Savage, quien fue una temprana e importante influencia para el artista y le proporcionó un estudio en su Centro de Arte Comunitario de Harlem. Residente de Harlem desde que nació, también viajó extensamente durante los dos años que trabajó en cargueros oceánicos. También participó proyectos de arte de la  Work Progress Administration junto a Jackson Pollock, entre otros.
Lewis comenzó su carrera en 1930. En sus obras más tempranas predomina el figurativismo. Pintaba lo que veía, obras como Meeting Place (1930), un ligar de intercambios, The Yellow Hat (1936), un cuadro formalmente cubista, Dispossessed (1940), una escena de desalojo, o Jazz Musicians (1948), una representación visual del bebop que sonaba en Harlem.
También pintaba obras de temática de realismo social, pintando con "un estilo abiertamente figurativo, representando filas para recibir comida, desahucios, y brutalidad policial."
Lewis dijo que luchaba por expresar el conflicto social en su arte, aunque en sus años más tardíos, se centró en lo puramente estético. "El objetivo del artista debe ser el desarrollo estético,"  dijo a la historiadora de arte Kellie Jones, "y en un sentido universal, para hacer a su manera alguna contribución a cultura."
Norman Lewis era el único artista afroamericano en la primera generación de expresionistas abstractos; su trabajo fue pasado por alto tanto por comerciantes de arte y galeristas blancos como afroamericanos. No encajaba en ninguna de las categorías. Su trabajo era a menudo pasado por alto debido a su implicación política, y también debido al área donde vivía. Su color de piel en este periodo de tiempo tuvo un gran impacto en su vida laboral.

## Obra tardía

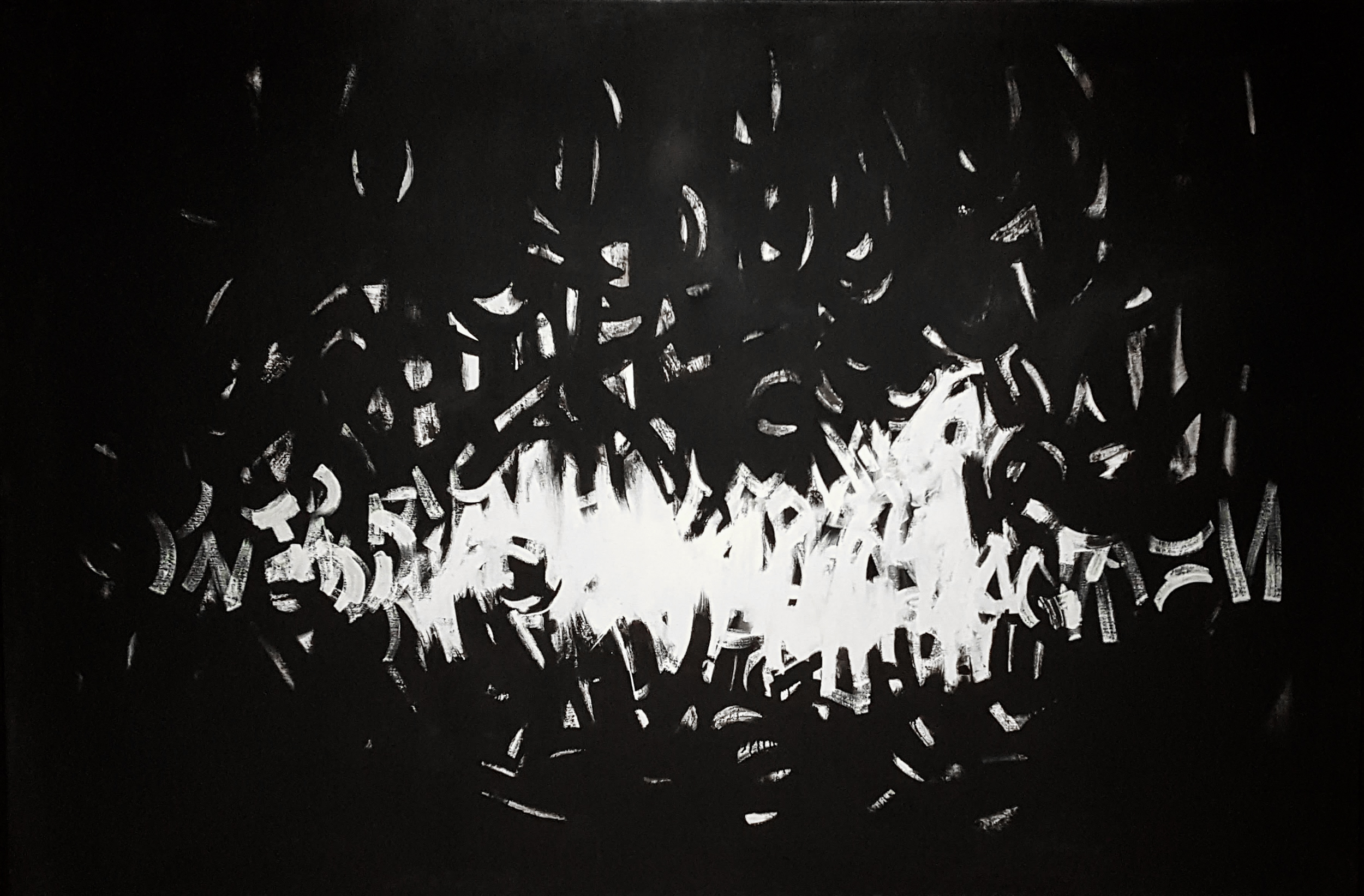
Alabama (1960)

A finales de los cuarenta, su trabajo devenía cada vez más abstracto.  Su compromiso total con el expresionismo abstracto se debía parcialmente a su desilusión con América tras sus experiencias de guerra en la Segunda Guerra Mundial. Le resultaba extremadamente hipócrita que América luchase "contra un enemigo cuya ideología de raza fue repetida en casa por el hecho de una fuerza armada segregada." Viendo que el arte no tiene el poder de cambiar el estado político en el que la sociedad se encontraba, decidió que las personas deberían desarrollar más sus habilidades estéticas, en vez de centrarse en arte político. Tenement I (1952), Harlem Turns White (1955), y Night Walker No. 2 (1956) son ejemplos de su estilo.  Twilight Sounds (1947) y Jazz Band (1948) son ejemplos de su interés por transportar la música.
Una de sus pinturas más conocida, Migrating Birds (1954), ganó el Premio Popular en el Museo de Arte Carnegie en la exposición Carnegie Internacional de 1955. El New York Herald-Tribune calificó la pintura de "uno de los acontecimientos artísticos más significativos de 1955." Su estilo característico en aquellas décadas incluía repetitivos elementos ideográficos o jeroglíficos que permitían a Lewis incorporar secuencias narrativas a sus pinturas.
Su trabajo más tardío incluye Alabama II (1969), Part Vision (1971), y New World Acoming (1971), así como una serie llamada Seachange llevada a cabo en sus últimos años. En 1963 fue miembro fundador del Grupo Spiral.
A pesar de ser representado por galerías, y recibidor de premios y buenas críticas, su obra ni de cerca vendió tan bien como el resto de los expresionistas abstractos con quienes exhibía, como Mark Tobey o Mark Rothko. Su cuerpo de trabajo incluía pinturas, dibujos, y murales. Mayoritariamente se mantenía a sí mismo, y más tarde también a su mujer e hija, a través de la enseñanza. En 1972, recibió una subvención de la Mark Rothko Foundation y una beca de la National Endowment for the Arts. En 1975 recibió una Beca Guggenheim.
Murió inesperadamente el 27 de agosto de 1979 en Nueva York.

## Grupo de arte Spiral
Lewis fue un miembro fundador de Spiral, un grupo de artistas y escritores que se reunían regularmente. Entre sus miembros se encontraban Charles Alston, Romare Bearden, y Hale Woodruff. El grupo se reunía "para hablar sobre el potencial de artistas negros para comprometerse con asuntos de lucha e igualdad raciales en los sesenta a través de su trabajo."  A pesar de la corta existencia de Spiral, tuvo un gran impacto en el mundo del arte, ya que atrajo la atención hacia muchos asuntos de desigualdad racial.
Por ejemplo, debido a la continua protesta de Spiral y de otros grupos contra la polémica exposición "Harlem on My Mind" en 1968 del Museo Metropolitano de Arte, las personas negras se hicieron más visibles en el mundo de arte. Antes de esta exposición, el Met no presentó nada sobre el centro cultural de Nueva York, el barrio Harlem. Harlem es conocido por su arte y música, pero esta exposición no exponía autorrepresentación del barrio. En cambio,  estaba compuesta de fotografías que el fotógrafo, ajeno al barrio de Harlem, tomaba de las personas que vivían allí. Muchas personas protestaron que más cultura negra debía ser exhibida.